# قانون جودة المياه

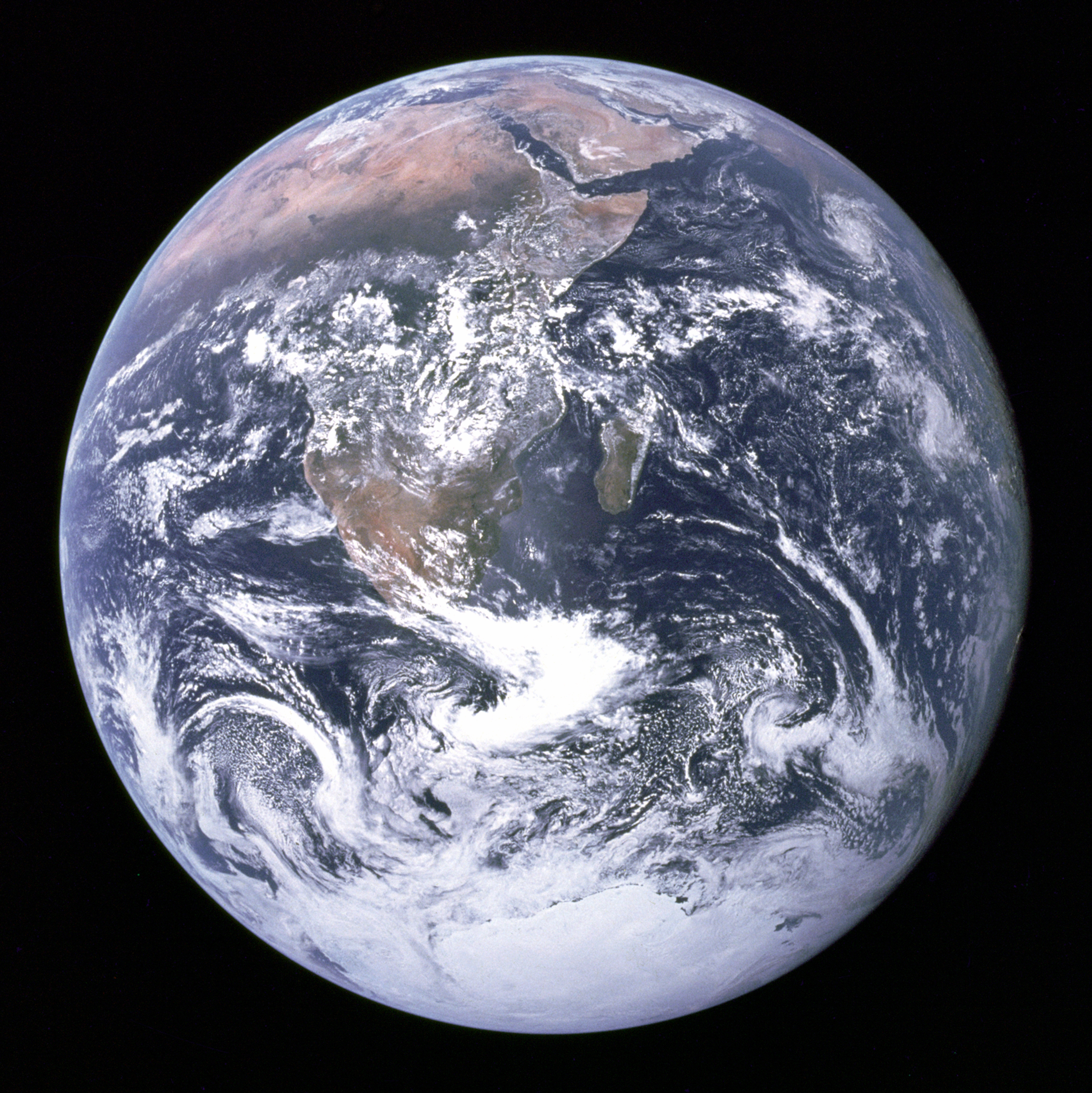

تنظم قوانين جودة المياه إطلاق الملوثات في الموارد المائية، بما فيها المياه السطحية والمياه الجوفية ومياه الشرب المخزنة. يمكن وضع بعض قوانين جودة المياه مثل مراسيم مياه الشرب اعتمادًا على علاقتها مع صحة الإنسان فقط.
قد تعكس العديد من القوانين الأخرى -بما في ذلك القيود المفروضة على تغيير الخصائص الكيميائية والفيزيائية والإشعاعية والحيوية للموارد المائية- الجهود المبذولة لحماية النظم البيئية المائية على نطاق أوسع. يمكن أن تشمل الجهود التنظيمية تحديد ملوثات المياه وتصنيفها، وتحديد التراكيز المقبولة من الملوثات في الموارد المائية، والحد من إطلاق الملوثات القادمة من مصادر الفضلات السائلة في المياه. تشمل المجالات التنظيمية معالجة مياه الصرف الصحي والتخلص منها، ومعالجة مياه المخلفات الصناعية والزراعية، وضبط جريان المياه السطحية من مواقع التشييد والمناطق الحضرية.

## المياه المنظمة
إن غلاف الأرض المائي غلافٌ ممتد وسائل ومعقد. خلال دورة الماء ينتقل الماء المادي بصرف النظر عن الحدود الافتراضية الفاصلة بين الغلاف الجوي للأرض وسطحها وجوفها، وعبر القنوات الطبيعية أو التي اصطنعها البشر، لذا يجب أن تحدد قوانين جودة المياه الجزء الخاضع للرقابة التنظيمية من هذا النظام المعقد. قد تتشارك السلطات القضائية التنظيمية الحدود السياسية (على سبيل المثال، يمكن تطبيق بعض توصيات المعاهدة على تلوث المياه في كل مياه الأرض الدولية). قد تُطبق قوانين أخرى على مجموعة فرعية من المياه فقط، تقع ضمن أحد الحدود السياسية (على سبيل المثال، تطبيق قانون وطني فقط على المياه السطحية الصالحة للملاحة)، أو على فئة خاصة من المياه (مثل موارد مياه الشرب). وقد تخضع المياه العابرة للولاية القضائية للاتفاقيات القضائية المشتركة. حتى داخل الولايات القضائية، قد تظهر تعقيدات عند تدفق المياه بين جوف الأرض وسطحها، أو تُشبَع الأرض دون أن تغمرها بشكل دائم (المناطق الرطبة).

## تصنيف ملوثات المياه
يجب أن تحدد قوانين جودة المياه المواد والطاقات التي يمكن اعتبارها «تلوثًا للمياه» بهدف ضبطها بفاعلية أكبر. يتطلب ذلك من وجهة نظر تنظيمية تحديد فئة (أو فئات) المواد التي تعتبر ملوثات، والأنشطة التي تحول المادة إلى ملوث.
على سبيل المثال، يعرّف قانون المياه النظيفة (سي دبليو إيه) في الولايات المتحدة «التلوث» (أي تلوث الماء) بشكل واسع للغاية ليشمل أيًا وكلًا من «التغييرات بشرية الصنع أو بشرية السبب التي تؤثر على سلامة الماء الكيميائية والفيزيائية والبيولوجية والإشعاعية»، وعلى جانب آخر، يعرّف هذا القانون «الملوثات» الخاضعة لضوابطه بشكل أكثر تحديدًا بأنها «أنقاض عمليات التجريف، ونفايات صلبة، ومخلفات ترميد النفايات، وغسيل عكسي للمرشحات، ونفايات الصرف، والقمامة، وحمأة الصرف الصحي، والذخائر، والنفايات الكيميائية، والمواد الحيوية، والمواد الفعالة شعاعيًا (مع استثناءات معينة)، والحرارة، المعدات المحطمة أو المرمية، والصخور، والرمال، وأوساخ القبو والنفايات الصناعية والبلدية والزراعية التي تصرف في الماء».
يبدأ هذا التعريف بتحديد فئات أو أنماط المواد (مثل النفايات الصلبة) والطاقات (مثل الحرارة) التي قد تشكل تلوثًا للماء، ويشير إلى اللحظة التي تُحول فيها المواد المفيدة إلى تلوث لأغراض تنظيمية: أي عندما «تُصرف في الماء»، وتعرف في مكان آخر «بإضافة» المادة إلى المياه المنظمة.
قد تستخدم الأنظمة التنظيمية التعاريف أيضًا لتعبر عن القرارات السياسية، التي تستثني فئات معينة من المواد من تعريف تلوث الماء، لكنها تشكل تلوثًا للماء من ناحية أخرى. على سبيل المثال، يستبعد تعريف قانون المياه النظيفة المذكور أعلاه مياه الصرف التي تصرف من فئات معينة من السفن، ما يعني أن فئة واسعةً ومهمةً من مسببات تلوث المياه –بالتعريف– لا تعتبر ملوثًا وفق قانون جودة المياه الأولي في الولايات المتحدة. (انظر تنظيم تلوث السفن في الولايات المتحدة).
رغم أن التلوث الحراري يخضع للتنظيم بموجب قانون المياه النظيفة (سي دبليو إيه)، أدت الأسئلة التعريفية إلى إقامة الدعاوى، متضمنةً قضية تصنيف الماء بحد ذاته «ملوثًا» (على سبيل المثال إضافة الماء الدافئ إلى تيار مائي). عالجت المحكمة العليا للولايات المتحدة هذه المسائل في قضية تنازع فيها اتحاد مقاطعة لوس أنجلوس لمكافحة الفيضانات مع مجلس الدفاع عن الموارد الطبيعية، (عام 2013).

## معايير جودة المياه

### معايير جودة المياه المحيطة
معايير جودة المياه هي معايير أو شروط قانونية تنظم جودة الماء، أي تركيز ملوثات الماء في بعض حجوم المياه المنظمة. بشكل عام، يُعبر عن هذه المعايير بأنها مستويات ملوثات مائية معينة (سواء أكانت كيميائية أم فيزيائية أو حيوية أو إشعاعية) يُعتقد أنها مقبولة في حجم ما من الماء، وهي مصممة عمومًا وفقًا للماء المعد للاستخدام - سواء للاستهلاك البشري أو الاستخدام الصناعي أو المنزلي أو الاستجمام أو باعتباره موطنًا مائيًا. يتطلب تحديد معايير جودة المياه المناسبة عمومًا إعادة النظر في البيانات العلمية الحديثة عن الآثار الصحية أو البيئية للملوثات. قد يتطلب أيضًا إجراء مراقبة دورية أو مستمرة لجودة الماء. قد تتضمن القرارات التنظيمية لمعايير جودة الماء أيضًا اعتبارات سياسية، مثل التكاليف الاقتصادية والفوائد المترتبة على الالتزام بها. على سبيل المثال، تستخدم الولايات المتحدة معايير جودة المياه ضمن تنظيمها لجودة المياه السطحية وفقًا لقانون المياه النظيفة (سي دبليو إي).
يبدأ البرنامج الوطني لمعايير جودة المياه (دبليو كيو إس) بتحديد الاستخدامات المقصودة في الولايات المتحدة لمسطحات المياه السطحية (على سبيل المثال، الاستجمام، ومياه الشرب، والمواطن الطبيعية)، بعد أن وضعت معايير جودة المياه المسندة بالعلم. تشمل المعايير الحدود الرقمية لتركيز الملوثات، والأهداف السردية (على سبيل المثال، أن تكون خاليةً من انتشار الطحالب) والمعايير الحيوية السردية (أي الحياة المائية التي يجب أن تكون قادرة على العيش في الجسم المائي). إذا فشل الجسم المائي في تحقيق معايير جودة الماء (دبليو كيو إس) الحالية، يجب على الدولة وضع إجمالي الحمل اليومي الأقصى (تي إم دي إل) للملوثات الهامة. بعد ذلك يُضبط النشاط البشري الذي يؤثر على جودة المياه من خلال وسائل تنظيمية أخرى من أجل تحقيق أهداف إجمالي الحمل اليومي الأقصى (تي إم دي إل).

## وصلات خارجية
- Environment Canada - Water
- Health Canada - Drinking Water
- US FDA - Food Facts: Bottled Water